# Laborie
Laborie è una città di Saint Lucia, situata nel quartiere omonimo. Prende il nome dal barone de Laborie che fu il governatore francese di Santa Lucia dal 1784 al 1789.

## Storia
Durante la seconda guerra mondiale, le forze americane aprirono una stazione radar sulla collina di Morne le Blanc per proteggere l'aeroporto ora noto come l'aeroporto internazionale di Hewanorra. I resti sono ancora visibili oggi.